# Henri d'Harambure
 (janvier 2021).
Si vous disposez d'ouvrages ou d'articles de référence ou si vous connaissez des sites web de qualité traitant du thème abordé ici, merci de compléter l'article en donnant les références utiles à sa vérifiabilité et en les liant à la section « Notes et références ».
Henri d'Harambure, né en 1600 et décédé le 13 avril 1669, est un officier français, huguenot fortuné et fils de Jean d'Harambure dit le Borgne.

## Famille
Il est le second fils de Jean d'Harambure dit le Borgne et de Marie de Segondat. Il épouse le 2 août 1648 à Augerez Marguerite Hatte, fille de Nicolas Hatte Seigneur de Bourgneuf en la paroisse de Vernon et de Marguerite Brachet des Moreux. Sa dot est importante atteignant 32 000 livres avec un préciput de 18 000 livres sans compter tous les détails. La famille Hatte est une famille de la noblesse de robe, conseillers du roi remontant à Nicolas Hatte secrétaire du roi 1554. Ils auront huit enfants trois garçons (dont Jean d'Harambure) et cinq filles, dont la descendance La Poeze d'Harambure actuelle.

## Biographie

### Carrière militaire
Partageant les jeux de Louis XIII enfant, il est fait dès son plus jeune âge écuyer de la petite écurie. En 1616 il s'engage avec son frère Jean, comme lieutenant de la compagnie de Chevau Légers du comte de Roucy, puis de celle de son frère ainé Jean, pour finalement commander sa propre compagnie de Chevau Légers. Le 31 juillet 1629 il reçoit un sauf-conduit par Marie de Médicis pour rejoindre Turenne et sert ensuite avec son frère Jean en Allemagne. En 1634 le roi Louis XIII lui demande de contrôler les forces du maréchal de La Force en Allemagne. En 1638 et 1639 il est en Italie dans l'armée du duc de Longueville.

### Fonctions
Il est fait conseiller maitre d'hôtel ordinaire du roi par lettre du 31 janvier 1638 et puis reçoit  par provision du 28 janvier 1640 la charge de Grand Giboyeur de la Maison du Roi ayant au préalable repris la charge de son frère décédé de Chef du Vol pour les champs de la Chambre du Roi.

## Propriétés
Henri d'Harambure est seigneur de Romefort le long de la Creuse, château de Romefort ainsi que de quantité de seigneuries reçues par son frère aîné décédé sans postérité. En effet par mesure de prudence avec son frère aîné, Jean d'Harambure, les deux frères se font une donation mutuelle en date du 16 avril 1626 ce qui aura pour conséquence la renonciation de sa belle-sœur veuve Marie Tallemand des Reaux sur la succession de son mari. En 1651 il obtient du roi Louis XV l'exemption du logement des troupes dans les paroisses le concernant. Ce faisant il gère activement la propriété de Romefort.